# Michael Carruth
Michael Carruth (ur. 9 lipca 1967 w Dublinie) – irlandzki bokser, złoty medalista olimpijski.
Na Letnich Igrzyskach Olimpijskich 1992 w Barcelonie zdobył pierwszy dla Irlandii złoty medal w boksie, pokonując w finale wagi półśredniej ówczesnego mistrza świata Kubańczyka Juana Hernándeza Sierrę.

## Starty olimpijskie
Seul 1988
- waga lekka
  - 1. runda – wolny los
  - 2. runda – wygrana z Satoru Higashi (Japonia) 5-0
  - ćwierćfinał – przegrana z George’em Cramne (Szwecja) KO

Barcelona 1992
- waga półśrednia – złoto[1][2]
  - 1. runda – wolny los
  - 2. runda – wygrana z Maselino Tuifao (Samoa) 11-2
  - ćwierćfinał – wygrana z Andreasem Otto (Niemcy) 35-22
  - półfinał – wygrana z Arkhomem Chenglai’em (Tajlandia) 11-4
  - finał – wygrana z Juanem Hernándezem Sierrą (Kuba) 13-10

## Kariera zawodowa
Po zdobyciu złotego medalu olimpijskiego Carruth awansowany został do stopnia sierżanta. W dniu, w którym powrócił do Irlandii ze złotem, lokalne puby obniżyły ceny piwa do cen z 1956 roku, kiedy to Irlandia zdobyła poprzedni złoty medal olimpijski przez Ronniego Delaneya, który wygrał bieg na 1500 m w Melbourne w 1956 roku.
Carruth przeszedł do boksu zawodowego w 1994 r. po otrzymaniu pozwolenia i urlopu z irlandzkiej armii, gdzie służył jako żołnierz zawodowy. Jego trenerem został były irlandzki bokser Steve Collins. Carruth nie odniósł większych sukcesów na ringu zawodowym, przegrywając swoje dwie walki o tytuł: w 1997 roku z Rumunem Michaelem Löwem (Mihai Leu) o tytuł WBO w wadze półśredniej i w 2000 roku z Adrianem Stone'em o tytuł IBO w wadze junior półśredniej. Po tej przegranej walce zakończył karierę bokserską z wynikiem 18-3-0.

## Media
W 2006 roku wziął udział w rozrywkowym programie tanecznym RTÉ dla celebrytów Celebrity Jigs 'n' Reels, w którym razem z profesjonalną tancerką Dearbhlą Lennon zajęli 4. miejsce.
W czasie igrzysk olimpijskich w Pekinie w 2008 i w Londynie w 2012 był komentatorem dla RTÉ.

## Gaelic futbol
W 2009 Carruth zaproszony został do współpracy jako masażysta przez drużynę futbolu gaelickiego Westmeath GAA.